# Narope albopunctum
Narope albopunctum is een vlinder uit de familie Nymphalidae. De wetenschappelijke naam van de soort is voor het eerst geldig gepubliceerd in 1904 door Hans Ferdinand Emil Julius Stichel.